# راؤول (لاعب كرة قدم مواليد 1996)
راؤول (بالبرتغالية: Raul Lô‏) هو لاعب كرة قدم برازيلي في مركز الوسط، ولد في 11 يوليو 1996 في Tauá ‏ في البرازيل. لعب مع نادي سيارا ونادي فاسكو دا غاما.

## وصلات خارجية
- راؤول (لاعب كرة قدم مواليد 1996) على موقع قاعدة بيانات كرة القدم.إي يو (الإنجليزية)
- راؤول (لاعب كرة قدم مواليد 1996) على موقع Soccerway.com (الإنجليزية)